# Radomyśl nad Sanem (gmina)
Radomyśl nad Sanem [raˈdɔmɨɕl ˌnat ˈsanɛm] est une commune rurale de la voïvodie des Basses-Carpates et du powiat de Stalowa Wola. Elle s'étend sur 133,63 km2 et comptait 7 361 habitants en 2010.
Elle se situe à environ 14 kilomètres au nord-ouest de Stalowa Wola et à 73 kilomètres au nord de Rzeszów, la capitale régionale.